# Til Klovers Takt
Til Klovers Takt è un album della band norvegese Kampfar pubblicato l'11 novembre 2022.

## Tracce
1. Lausdans under stjernene – 8:33
2. Urkraft – 7:35
3. Fandens trall – 5:24
4. Flammen fra nord – 6:02
5. Rekviem – 8:46
6. Dødens aperitiff – 8:09

## Line Up
- Dolk - voce
- Ole Hartvigsen - chitarra
- Ask - batteria, voce
- Jon Bakker - basso